# Harboes Bryggeri
Harboes Bryggeri A/S (w skrócie Harboe) – duński browar z miasta Skælskør w południowej Zelandii, założony w 1883 roku, znany głównie z produkcji piwa oraz napojów gazowanych dla sieci: Netto, Dansk Supermarked, Super Gros, Coop Danmark. Zakład produkuje również ekstrakt słodowy eksportowany do wielu krajów świata.